# 横尾太郎
横尾太郎（日语：／ Yokoo Tarō，1970年6月6日—，又写作），是一名日本电子游戏总监与编剧。
横尾的职业生涯开始于现已关闭的游戏公司Cavia，他因参与動作角色扮演遊戲《龙背上的骑兵》系列及其两部番外《尼尔》与续作《尼尔：机械纪元》的制作而知名。
横尾出生于愛知縣名古屋市，20世纪90年代就读于神户艺术工科大学。最初他并不打算从事电子游戏方面的职业，但在南梦宫和索尼工作后，他加入了Cavia，成为《龙背上的骑兵》首部作品的总监与编剧。之后的每一部作品以及相关手机游戏都有他的参与，在Cavia并入AQ Interactive后，横尾成为自由职业者。
横尾知名的地方在于他并不遵循常规的游戏风格，而是采用怪异的设定和黑暗的故事剧情。探索人性的黑暗是其作品最重要的一面，例如为何人类要互相残杀，尽管他的黑暗故事几乎毫无常识可言。他常采用“反向剧本写作”的手法：先概述故事结局，再从结局开始倒叙创作。因厌恶暴露在镜头下，横尾在接受采访或介绍游戏时通常会佩戴头套。

## 早年经历
横尾太郎1970年6月6日出生于愛知縣名古屋市。因为父母工作常年不在家，他自小被祖母养大，这对他的人格形成有很大的影响。他年轻时听说过印象最深的事情就是一个熟人和一群朋友在街上玩时，其中一个人不小心从屋顶滑下摔死，这对他之后的作品影响很深。整个过程横尾描述为起先感到很“恐惧”，但事后回忆起来却又有滑稽的地方。他于神户艺术工科大学学习，1994年3月毕业。他的妻子横尾有希子是一名插画师，曾参与太鼓达人系列和《龙背上的骑兵3》的开发。

## 生涯
横尾最初不打算从事电子游戏行业，他毕业后的第一份工作是在万代南梦宫娱乐（之后为南梦宫）任3D CGI设计师。1999年，他加入索尼电脑娱乐旗下的已歇业的第二方开发商Sugar＆Rockets公司。2001年Sugar＆Rockets整合进索尼后，横尾于Cavia供职。在Cavia工作期间，他参与了《龙背上的骑兵》的创作。游戏的联合制作人岩崎拓矢原本打算担任总监，但当时他正忙于其他项目，所以横尾接任了此工作。横尾还帮忙创建了场景和角色，与名取佐和子共同撰写剧本。在开发过程中，横尾不满游戏顾问委员会的指手画脚，最终决定不再参与其他《龙背上的骑兵》游戏的创作。但他后来作为视频编辑，并身兼创作团队的一员，参与了《龙背上的骑兵2》的制作。制作过程中很多东西都与另一个项目绑在一起，他最初提出的太空龙街机风格的游戏概念遭否决，而且他因创作理念不同与游戏新总监安井章产生过冲突。
《龙背上的骑兵2》完成之后，横尾开始创作系列的第三部作品。随着游戏的开发，最初的概念不断发展，游戏被重新命名为尼尔，脱离了主系列。尽管如此，横尾依然认为这是系列的第三部作品。《尼尔》发行后，Cavia被AQ Interactive吸收，横尾离开公司，开始自由创作人生涯，期间未公开身份的参与了史克威尔艾尼克斯的社交类游戏《Monster × Dragon》的创作。他的大部分自由工作都涉及手机社交游戏。
多年后，横尾带领多位《龙背上的骑兵》和尼尔创作者归来组成团队，开始真正的《龙背上的骑兵》系列第二作的创作。团队通过问卷调查确定粉丝们主要对黑暗故事感兴趣。完成《龙背上的骑兵3》之后，横尾“重回失业状态”。之后，他开始为Fami通写一篇名为“横尾太郎没有良好的思维圈”（Taro Yoko's Circle of No Good Thinking）的短篇专栏。2015年，横尾宣布成立自己的公司Bukkoro（杀死你），成员包括横尾本人，横尾的妻子有希子及《尼尔》和《龙背上的骑兵3》的小说作者及编剧菊地华。
横尾厌恶接受采访。他认为电子游戏的开发者不是他们作品的演员或者解说员，他们在接受采访时谈论的主题让读者感到非常无聊。接受采访时，他喜欢佩戴头套以免被拍到，在有关《龙背上的骑兵3》的视频采访中，他戴了一个布袋头套。他也表示应直率地表达自己的意见，游戏迷应该看到真诚的自己。

## 游戏设计
横尾以创造黑暗、令人不安或不寻常的气氛的游戏而知名。这种特性也促使他为《Monster×Dragon》工作。他的写作方式被称为“反向剧本写作”，这种方式他没有在其他故事作品中看到。他形容其为首先从结局开始，然后从那里开始倒叙。然后，他创造出中心情节点，形成叙事的情绪巅峰，再添加细节，将它们散布在叙事中，这样玩家可以建立一个合适的情感联系。他使用一种称为“图形思维”的次要方法与他的写作方法相结合。横尾称这种形象化方法保持了整个故事中的事件完整与情绪巅峰。此方法的灵感来自于史景迁的《利玛窦的记忆宫殿》（The Memory Palace of Matteo Ricci）。
他热衷于试验电子游戏格式，认为电子游戏市场的很多惯例限制了开发者的创意自由。 他的许多游戏都反映了自己对死亡的感受，以及对这一概念的苏格拉底式提问。横尾也认为食物是创造游戏的重要工具，世界各地的各类食物可以帮助他找到开发游戏的感觉。
横尾的《龙背上的骑兵》系列风格受到当时许多游戏的影响。他注意到了这些游戏的一个共性，当玩家“心满意足”地杀死数十或数百个敌方单位后，游戏会为他们的表现打分。因为享受杀戮的观念对他来说似乎很疯狂，所以他设计的第一部游戏的主角就是疯狂的。他还想探索是什么驱使人类互相残杀。横尾在后来的《尼尔》和《龙背上的骑兵3》探讨了一个可怕事件的想法，双方都坚信他们在做对的事情。他从“9·11”恐怖袭击和反恐战争中获得了开发《尼尔》的灵感。对《尼尔》的另一个影响是他和游戏制作人齐藤阳介都欣赏的《战神》系列的玩法。他表示不喜欢“单调且易被遗忘”的游戏女角色，也不喜欢在芙莉叶（《龙背上的骑兵》的一个重要角色）身上体现的刻板的角色扮演游戏浪漫。他主要参与创作的角色还有《龙背上的骑兵3》的主角零：横尾觉得创造一个曾是妓女的角色很有趣，因为这种角色类型在电子游戏中相当罕见。一般来说，横尾不认为他的写作像其他人看到的那样黑暗，同时也承认他故意在故事中融入黑暗元素。

## 作品

### 电子游戏
| 发行   | 名称                        | 日文名 | 平台                                      | 职位                   |
| ------ | --------------------------- | ------ | ----------------------------------------- | ---------------------- |
| 1996年 | 《立体滑雪2》               |        | 街机                                      | 背景设计师             |
| 1998年 | 《火线危机II》              |        | 街机                                      | 背景设计师             |
| 2000年 | 《午夜列车》                |        | PlayStation                               | 策划                   |
| 2001年 | 《阶段反论》                |        | PlayStation 2                             | 视觉设计、游戏设计师   |
| 2003年 | 《龙背上的骑兵》            |        | PlayStation 2                             | 总监、编剧             |
| 2005年 | 《誓血龍騎士2》             |        | PlayStation 2                             | 视频编辑               |
| 2010年 | 《尼尔》                    |        | PlayStation 3、Xbox 360                   | 总监、编剧             |
| 2011年 | 《Monster × Dragon》        |        | 网页浏览器                                | 剧本监督               |
| 2012年 | 《恶魔之痕》                |        | iOS、Android                              | 总监                   |
| 2013年 | 《龙背上的骑兵3》           |        | PlayStation 3                             | 创意总监、编剧         |
| 2017年 | 《尼尔：机械纪元》          |        | PC、PlayStation 4、Xbox One、任天堂Switch | 总监、编剧             |
| 2017年 | 《SINoALICE》               |        | iOS、Android                              | 创意总监               |
| 2019年 | 《最终幻想XIV：暗影之逆焰》 |        | PC                                        | 尼爾合作活動劇本、監修 |
| 2021   | 《NieR Re[in]carnation》    |        | iOS、Android                              | 创意总监               |
| 2021   | 《卡牌之声：龙之岛》        |        | PC、PlayStation 4、任天堂Switch           | 创意总监               |
| 2022   | 《卡牌之声：残缺的巫女》    |        | PC、PlayStation 4、任天堂Switch           | 创意总监               |
| 2022   | 《卡牌之声：被囚禁的魔物》  |        | PC、PlayStation 4、任天堂Switch           | 创意总监               |
| 2023   | 《404 GAME RE:SET》         |        | iOS、Android                              | 创意总监               |

### 书籍和漫画
| 发行           | 名称                        | 日文名 | 职位         |
| -------------- | --------------------------- | ------ | ------------ |
| 2013－2014年   | 《龙背上的骑兵 歌姬Five》   |        | 监督         |
| 2013－2014年   | 《龙背上的骑兵 至死之赤红》 |        | 监督         |
| 2014年         | 《龙背上的骑兵3 番外篇》    |        | 监督         |
| 2014年－2020年 | 《願君勿死》                |        | 创作者、编者 |
| 2019年－       | 《吉野家兄弟》              |        | 原作         |

### 舞台剧
| 演出   | 名称            | 日文名 | 职位         |
| ------ | --------------- | ------ | ------------ |
| 2015年 | 《寄叶》        |        | 创作者、编者 |
| 2016年 | 《愿君勿死 零》 |        | 创作者       |

### 电视
| 演出   | 名称                       | 创作者 | 剧作家 | 职位   |
| ------ | -------------------------- | ------ | ------ | ------ |
| 2023年 | 《尼尔：机械纪元 Ver1.1a》 |        | 是     | [ 41 ] |
| 2023年 | 《カミエラビ》             | 是     |        | [ 42 ] |

### 音樂錄影帶
| 演出   | 名称         | 日文名       | 作曲家     | 职位 | 脚注                               |
| ------ | ------------ | ------------ | ---------- | ---- | ---------------------------------- |
| 2023年 | 《Antinomy》 | アンチノミー | Amazarashi | 编者 | 《尼尔：机械纪元 Ver1.1a》的片尾曲 |